# Анте (ім'я)
Анте  (хорв. Ante, хорватська вимова: [ǎːnte])- хорватське чоловіче ім'я. Це поширене хорватське ім'я, яке є спільнокореневим з ім'ям Антон. 

## Люди на ім'я Анте
- Анте Чович - хорватсько-австралійський футболіст
- Анте Делаш - хорватський баскетболіст
- Анте Джугум - хорватський  баскетболіст
- Анте Ерцег - хорватський футболіст
- Анте Готовіна - хорватський генерал
- Анте Язич - хорватсько-канадський футболіст
- Анте Єлавич - хорватський політик
- Анте Ковачич - хорватський письменник
- Анте Маркович - хорватський політик
- Анте Миличич - хорватсько-австралійський футболіст
- Анте Младинич - хорватський футбольний менеджер
- Анте Павелич - хорватський політик
- Анте Павелич (1869) - хорватський політик
- Анте Радонич - хорватський астроном
- Анте Разов - хорватсько-американський футболіст
- Анте Ребич - хорватський футболіст
- Анте Рогулич - хорватський футболіст
- Анте Томич (письменник) - хорватський письменник
- Анте Томич (баскетболіст) - хорватський баскетболіст
- Анте Старчевич - хорватський політик
- Анте Шупук - хорватський винахідник
- Анте Жанетич - хорватський футболіст
- Анте Параджик - хорватський політик